# 远亲园蛛
远亲园蛛（学名：Araneus diffinis）为园蛛科园蛛属的动物。在中国大陆，分布于山西、陕西等地。该物种的模式产地在山西太谷、陕西。